# 岩井温泉
岩井温泉（いわいおんせん）は、鳥取県岩美郡岩美町（旧国因幡国）にある温泉。
1300年の歴史があるとされ、「湯かむり」という独特の入浴法が伝わる。1973年（昭和48年）3月30日、国民保養温泉地に指定された。

## 泉質
- 旧表記 - 含芒硝石膏泉[1]　（石膏性苦味泉[3]、芒硝性苦味泉[4]）
- 新表記 - 硫酸塩泉[1]

（※新旧の表記については泉質参照）

## 温泉街
蒲生川にいくつかの支流が合流する開けた場所にあり、温泉街は国道9号から分かれた脇道の左右に形成されている。
宿泊施設は3軒。共同浴場は1軒、町営の「ゆかむり温泉」が存在する。

## 小史
岩井温泉は、古くは「蒲生湯」（蒲生川沿いにある）、「銀湯」、「島根ノ御湯」と呼ばれていた。
開湯伝説
開湯は859年（貞観元年）とされ、平安時代の「八古湯」の一つに数えられる。
伝承では、清和天皇の治世に藤原冬嗣の子孫 で藤原冬久という者がおり、若くして皮膚病を患った。冬久は絶望して旅に出るが、岩井で出会った巫女の神杖で温泉を見出し、病が治癒したという。冬久はその後、巫女をモデルに薬師如来像を彫り、東源寺の本尊とした。
冬久が京を出て当地に至った事情については異説がある。冬久は聡明な人物で、母親に寵愛された。母は長男を退けて次男の冬久を立てようとするが、冬久はそれでは道義に反するとして、狂人を装って家を出て、流浪の旅に出た。岩井に至ったところで、医王の権現である美女に導かれて温泉を拓いたものである。
ほかにも、薬師如来が温泉を湧出させたとの開湯伝説がある。
「宇治」
冬久はその地を故郷の京都・宇治にちなんで「宇治」と名付けて田畑の開墾を指導し、庶民から「宇治長者」と崇敬された。いまの「宇治」地区は温泉街とは蒲生川をはさんだ対岸にある。
貞観2年（860年）に温泉の評判が清和天皇の聞くところとなり、冬久へ材木と土地を下賜した。これによって温泉の浴槽が造営され、それ以来、冬久の子孫が代々、温泉の経営にあたったという。
温泉の荒廃と再興
『全國温泉案内』によれば、鎌倉時代の末期、正中の変や元弘の乱に伴う争乱によって温泉は廃れたとされる。「戦国期の戦乱」によって源泉が埋まってしまったとも伝えられている。これを再興したのが江戸時代の鳥取藩主池田光仲である。
当地は日本海に近いとはいえ少し内陸に入っているため気候は比較的穏やかな地で、山陰と京都を結ぶ街道の峠下にあり、湯治客の集まる温泉町、街道の宿場町として栄えた。江戸時代半ばの寛政期には16軒の旅籠が並び、藩主専用のものも含めて8箇所の温泉があった。
近代以降
明治末期に鉄道が通じると、京阪神方面からの観光客が増大した。鉄道は旧街道ルートではなく海岸沿いに建設されたため、最寄り駅はやや離れた立地だったので、地元では大正時代に軽便鉄道を敷設して客を運んだ。ただし大正13年の『全國温泉案内』では、駅からはわずか30町（約3km）で道のりも平坦なので、途中の数々の名所旧跡を眺めながら歩いてもよい、などと紹介されている。

### 東源寺

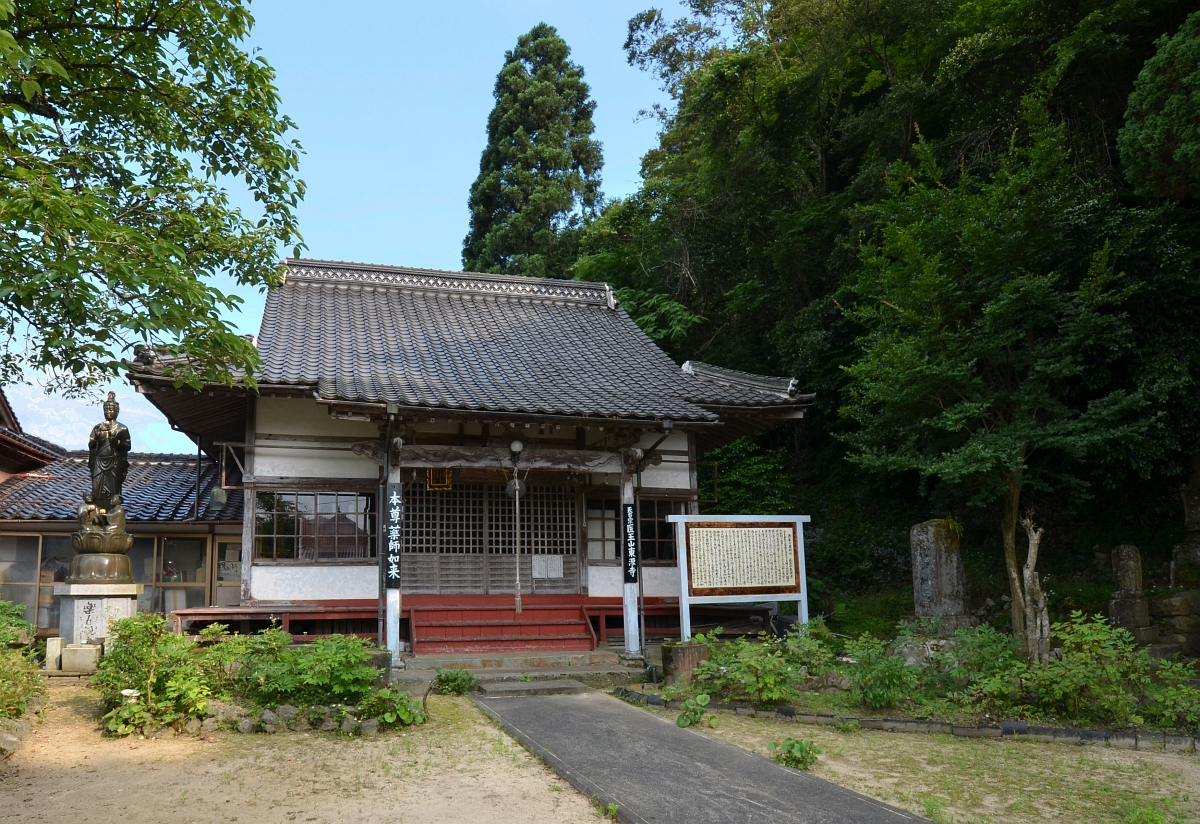
東源寺

東源寺は岩井温泉の中心にあり、愛宕山の山麓にある。
藤原冬久の開湯伝説にしたがえば、東源寺は冬久による開山である。894年に、遣唐使より帰国した円仁がこの寺に立ち寄り、「湯栄山如来寺」と命名したと伝わる。
1686年（貞享3年）に鳥取の摩尼寺の枝寺として再建された。名を「医王山湯元寺」と改め、さらに後になって、因幡の北東に位置し、温泉の源であることから「東源寺」と名を変えた。

### 御湯神社
御湯神社（おんゆじんじゃ、みゆじんじゃ、おゆじんじゃ）は811年（弘仁2年）創建と伝わる式内社である。現在は岩井廃寺跡の裏に山を背にして鎮座するが、かつては東の大野地区に位置にあった。そのため、移転後も「大野宮」と呼ばれていたこともある。江戸時代には「伊勢宮」と称したが、明治に入ると御湯神社に改称した。3月の春季例祭で演じられる麒麟獅子舞が伝統芸能として保存されている。

### 湯かむり
湯かむりは岩井温泉に伝わる独特の入浴法である。湯治の際に手ぬぐいを頭に被り、専用の柄杓で湯を叩きながら「湯かむり唄」を吟じながら頭に湯をかぶるというものである。島崎藤村は『山陰土産』の中で湯かむり唄について言及した。
| 日の暮れる頃に、岩井に着いた。思つたほどの山の中ではなかつたが、しづかな田舍の街道に沿うたところに、私達の泊つた明石屋の温泉宿があつた。そこは因幡国のくにのうちだと思ふだけでも、何となく旅の気分を改めさせた。湯も熱かつたが、しかし入り心地はわるくなかつた。その晩は夏らしい月もあつて、宿の裏二階の畳の上まで射し入つた。庭にある暗い柿の葉も、ところどころ月に光つて涼しい。東京の方の留守宅のこともしきりに胸に浮ぶ。鷄二も旅らしく、宿の絵葉書などを取りよせた。 「どれ、楠ちやんのところへ葉書でも出すかナ。」 「東京へもお前に頼む。」 旅の頼りも鷄二が私に代つて書いた。私はまた宿の主人に所望して、土地での湯かむり歌といふものを聴かせてもらつた。いつの頃からのならはしか、土地の人達は柄杓ですくふ湯を頭に浴びながら歌ふ。うたの拍子は湯をうつ柄杓の音から起る。きぬたでも聴くやうで、野趣があつた。この湯かむり歌もたしかに馳走の一つであつた。山間とはいひながら、かうした宿でも蚊帳を吊つたので、その晩は遲くなつてから鷄二と二人蚊帳のなかに枕を並べて寢た。 島崎藤村『山陰土産』 四 山陰道の夏 |

### 鉄道
1922年（大正11年）から1943年（昭和18年）のあいだ、岩井温泉と山陰本線岩美駅を結ぶ公営の軽便鉄道線が運行していた。同鉄道は、温泉の南方にある鉱山まで運行していた。
岩井温泉付近は、江戸時代には温泉を利用した宿駅が営まれて交通の要衝の地だったが、明治の終わりに山陰本線が全通すると路線は岩井温泉を通らず、岩美から北の海側のルートになった。山陰本線は山陽・京阪地区から多くの温泉客を運んできたが、岩井温泉を素通りしてしまうため、地元の岩井村で岩井温泉と岩美駅を結ぶ鉄道を敷設することになった。
1922年（大正11年）に村営の軽便鉄道が開業し、国鉄と連絡して蒲生川沿いに温泉客と鉱石を運んだ。往年は湯治客で賑わったが、鳥取県内の他の温泉地との競合や、1934年（昭和9年）の岩井大火、さらに鉱山の衰退の影響を受けて収益が悪化した。時局の悪化で鋼材も統制下に入り、線路の修理も不可能になったために1943年（昭和18年）には休業となった。その後再開されることはなく、廃線となった。
詳細は岩井町営軌道を参照。

## 動静
2017年（平成29年）の鳥取県による調査では、年間の入湯客数は約15000人で、2000年頃と比較すると半分以下に減少している。鳥取県内の入湯客の総数も2000年からの10年間で約26万人（約-20%）のマイナスであるものの、それ以上の減少幅となっている。
観光客数のピークは昭和末期から平成5年頃にかけてのいわゆるバブル期で、年間12万の集客があったと推計されている。（この数は、上記の入湯客数の調査とは異なる方法での推計値であり、単純な比較はできない。

## アクセス
公共交通機関
- 山陰本線岩美駅より日交バス（岩美・岩井線）長谷橋行き（路線番号：33）または蕪島行き（路線番号：32・32H）にて約10分 （鳥取駅からも運行）。
- 山陰本線鳥取駅より浦富海岸・鳥取砂丘観光周遊ボンネットバス、終点下車 （春季～秋季の土日祝に運行、1日1往復のみ）。

自動車
- 鳥取市中心部から国道9号を東へ約30分。

## 周辺施設・名所
- 宇治神社 - かつては八幡宮と称したが、明治はじめに宇治神社へ改称した。藤原冬久の創建と伝えられる[3]。
- 御湯神社 - #御湯神社参照。
- 東源寺 - #東源寺参照。
- 尾崎翠資料館 - 尾崎翠は1869年（明治29年）に岩井温泉で生まれた小説家。
- 岩井廃寺塔跡 - 白鳳時代の史跡。かつてここにあったという薬師如来像が岐阜県の延算寺にあり、国の重要文化財に指定されている。